# لوران غارنييه
لورينت غارنير (Laurent Garnier) و يعرف أيضا باسم شويس (Choice) من مواليد 1 فبراير1966 .هو دي جي و منتج أسطوانات فرنسي. اشتهر غارنييه في مجال الموسيقى الإلكترونية.

## روابط خارجية
- لوران غارنييه على موقع IMDb (الإنجليزية)
- لوران غارنييه على موقع ألو سيني (الفرنسية)
- لوران غارنييه على موقع ميوزك برينز (الإنجليزية)
- لوران غارنييه على موقع أول ميوزيك (الإنجليزية)
- لوران غارنييه على موقع ديسكوغز (الإنجليزية)
- لوران غارنييه على موقع قاعدة بيانات الفيلم (الإنجليزية)
- لوران غارنييه على موقع كينوبويسك (الروسية)